# Sausset-les-Pins
Sausset-les-Pins (okzitanisch Sausset dei Pins) ist eine französische Gemeinde mit 7556 Einwohnern (Stand 1. Januar 2022) im Département Bouches-du-Rhône in der Region Provence-Alpes-Côte d’Azur.
Der Ort Carry-le-Rouet grenzt im Osten direkt an Sausset an. Marseille ist etwa 40 Kilometer entfernt.

## Geschichte
1855 ließ Jean-Baptiste Charles-Roux für sich in Sausset-les-Pins ein Schloss erbauen, das als Château Charles Roux bekannt ist. Der Ort löste sich 1908 von Carry-le-Rouet und wurde eine eigene Gemeinde, doch erst 1924 konnte ein erster Gemeinderat gewählt werden, dem Adolphe Fouque vorstand. Auch der Unternehmer Paul Ricard besaß hier eine Residenz. Diese wurde nach seinem Tod in ein Ferienheim umgewandelt.

## Bevölkerungsentwicklung
| Jahr                       | 1962 | 1968 | 1975 | 1982 | 1990 | 1999 | 2006 | 2019 |
| Einwohner                  | 1074 | 1066 | 2205 | 3876 | 5541 | 7228 | 7278 | 7581 |
| Quellen: Cassini und INSEE |      |      |      |      |      |      |      |      |

## Kultur
Das Festival Sauss’estital, eine Veranstaltung für zeitgenössisches Theater, findet jährlich im Sommer statt.

## Verkehr
Die Route Départementale D9 (Carro–Marignane) führt an Sausset vorbei. Die Autobahn A55 ist etwa zehn Kilometer entfernt. Die nächsten Ausfahrten sind Martigues und Carry-le-Rouet.
Sausset hat einen Bahnhof an der Bahnstrecke Miramas–L’Estaque (Ligne de la Côte Bleue).

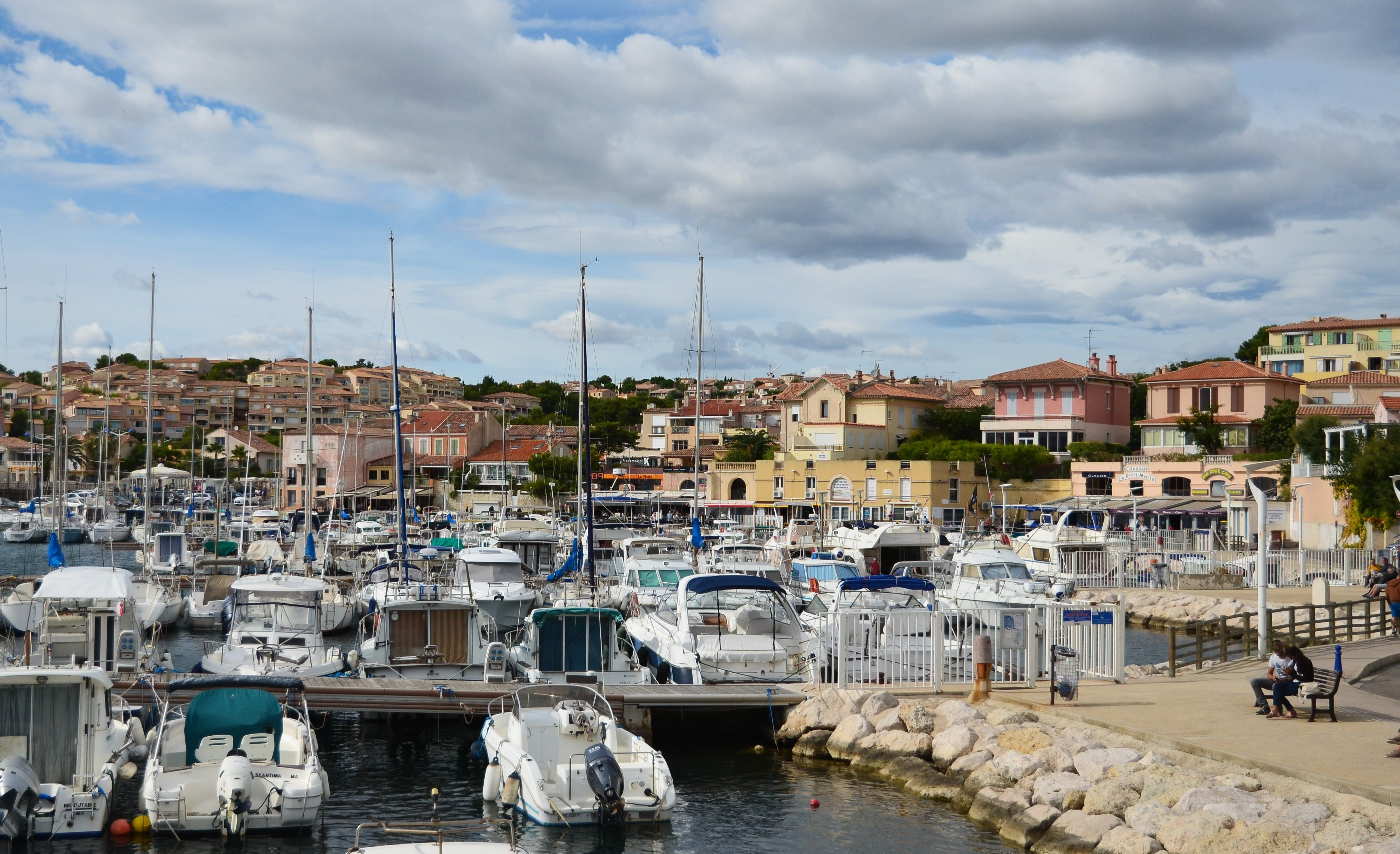
Hafenansicht
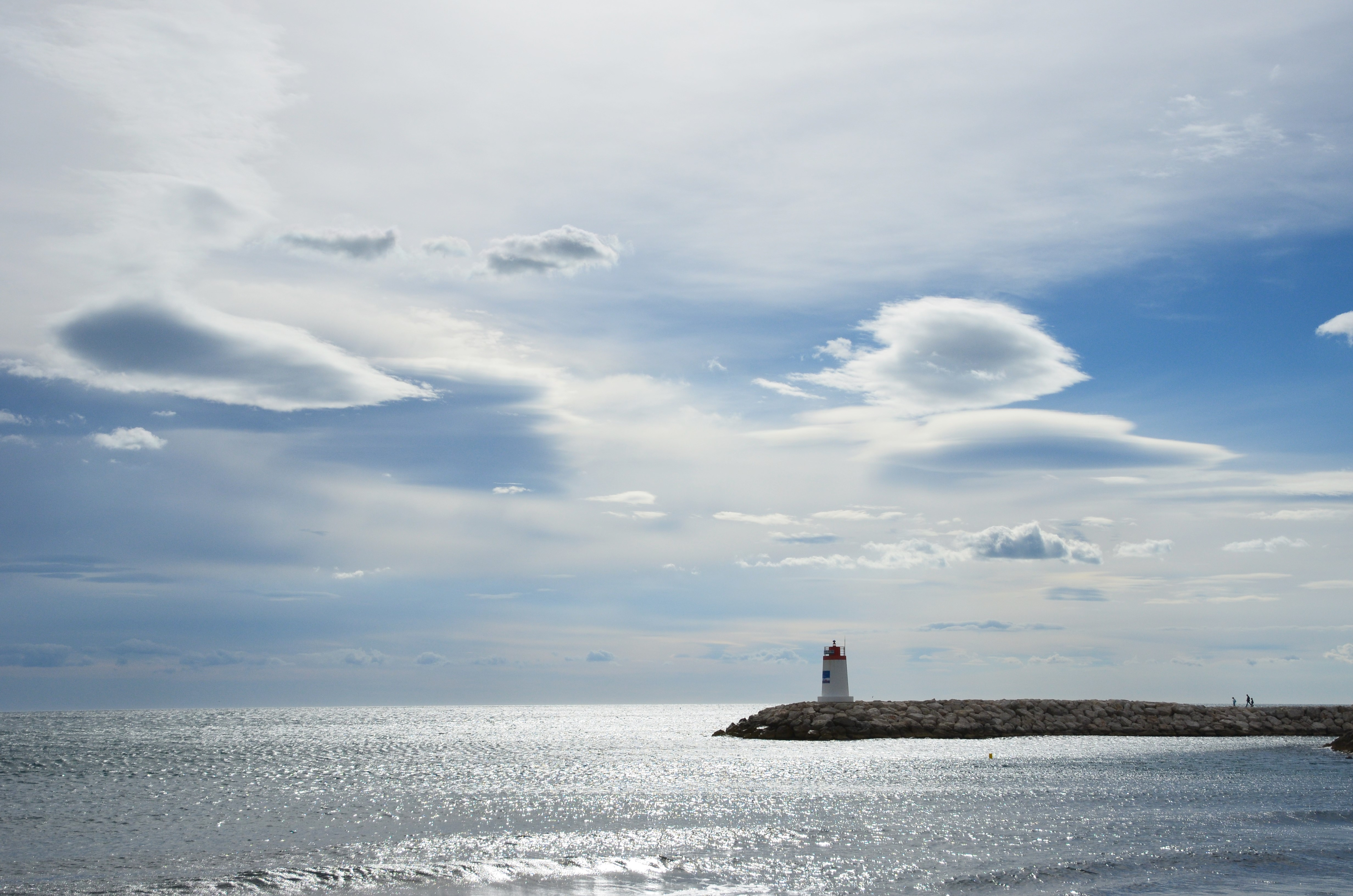
Leuchtturm von Sausset-les-Pins
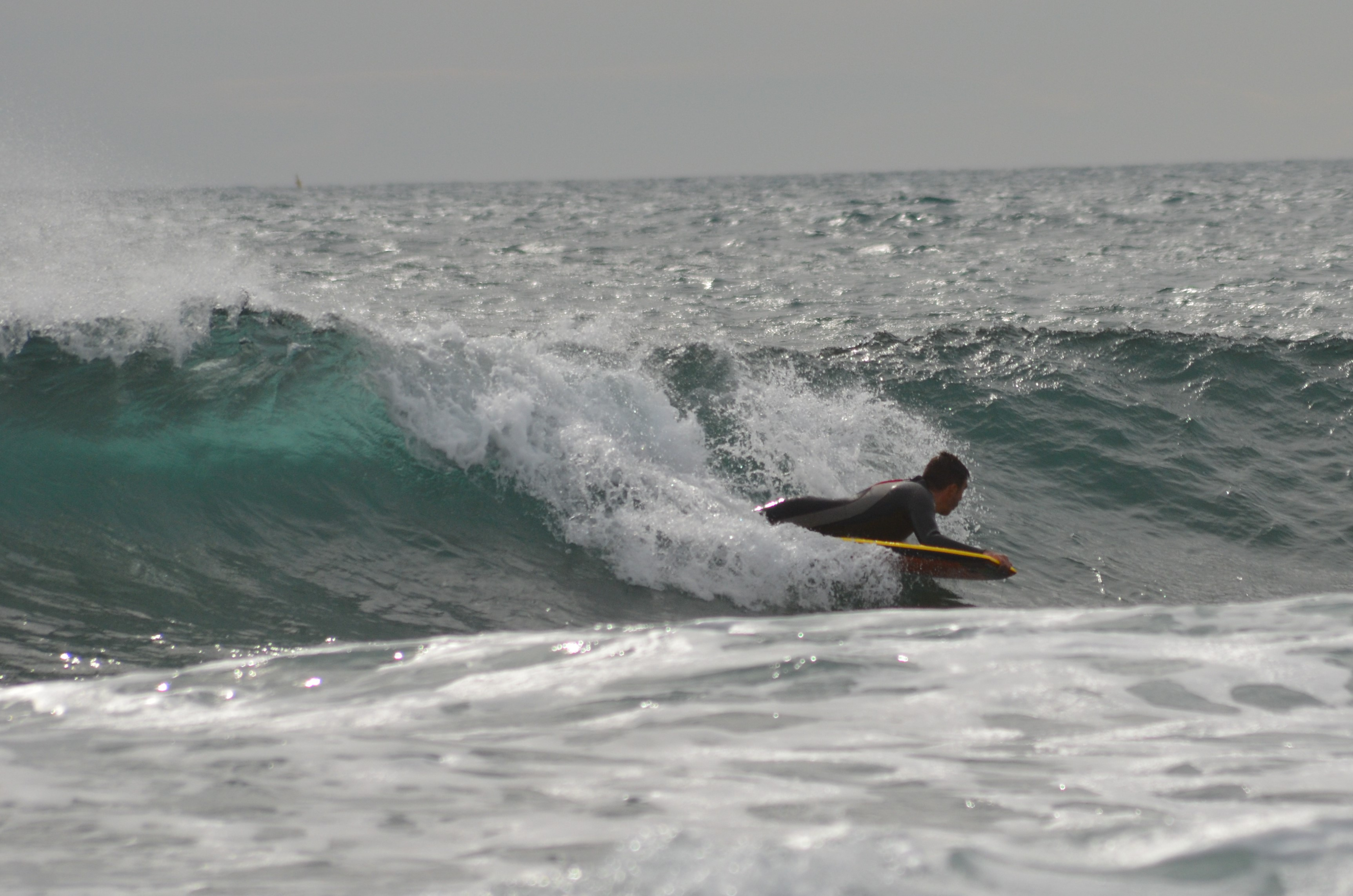
Surfer am Strand von Sausset-les-Pins
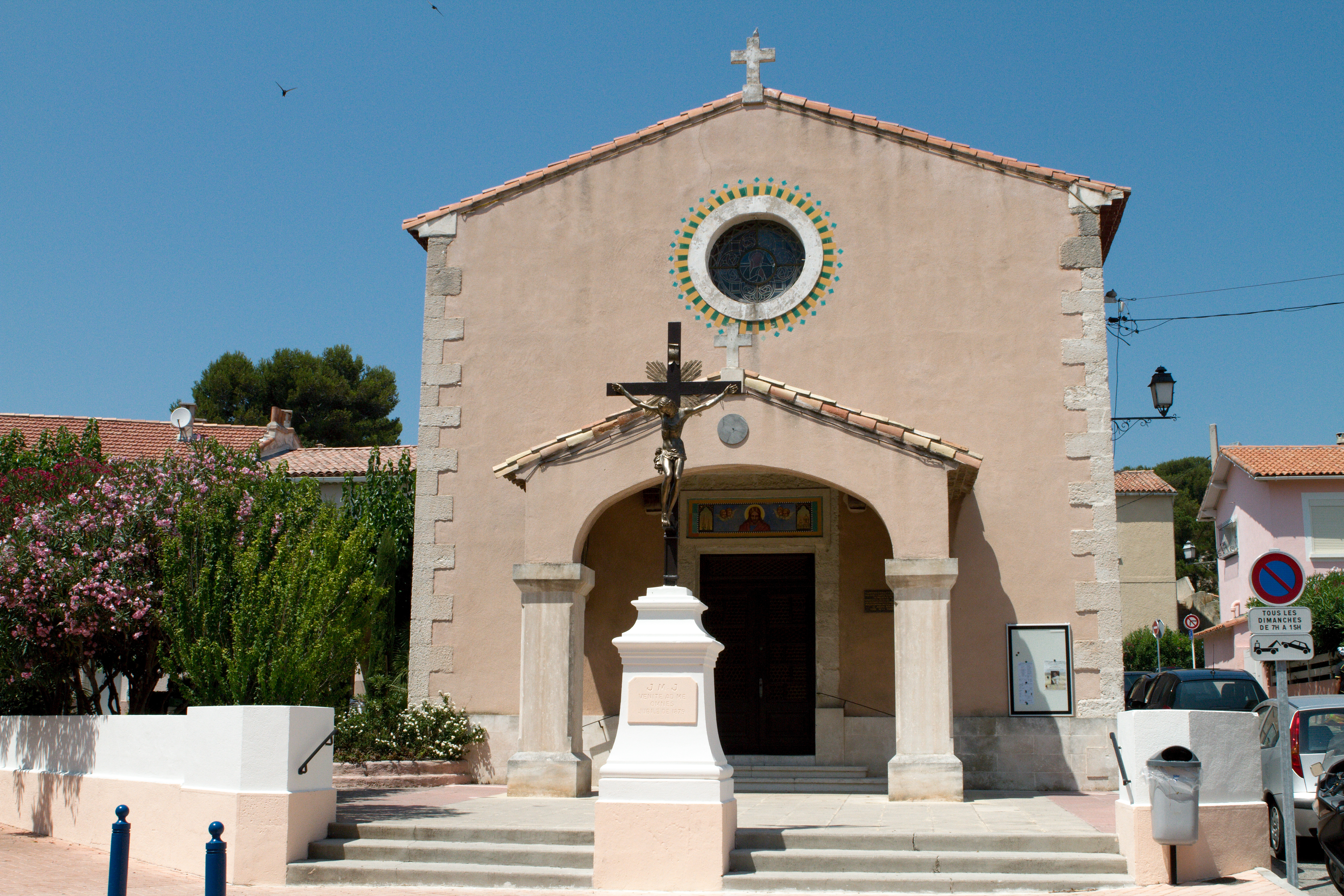
Kirche Saint-Pierre-ès-Liens

## Gemeindepartnerschaft
Es besteht eine Gemeindepartnerschaft mit der oberschwäbischen Gemeinde Altshausen.